# Permanent Record (Autobiografie)

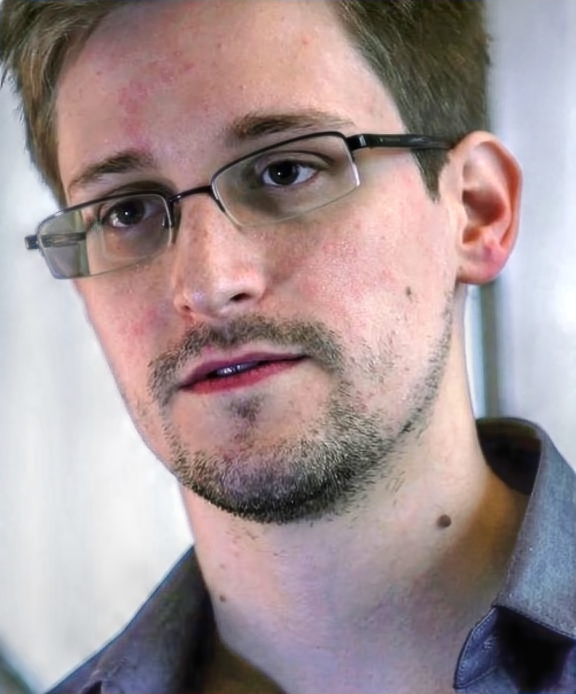
Edward Snowden

Permanent Record ist eine Autobiografie von Edward Snowden, dessen Enthüllungen eine globale Debatte über die Überwachung auslösten.
Es wurde am 17. September 2019 (Constitution Day – Tag der amerikanischen Verfassung) durch den Verlag Metropolitan Books (zu Henry Holt and Company gehörig) veröffentlicht.
Das Buch beschreibt die Kindheit von Snowden, seinen Werdegang bei der CIA und der NSA sowie seine Motivation, geheime Informationen der US-amerikanischen Regierung im Jahr 2013 verbreitet zu haben, die die Globale Überwachungs- und Spionageaffäre auslösten.

## Zusammenfassung

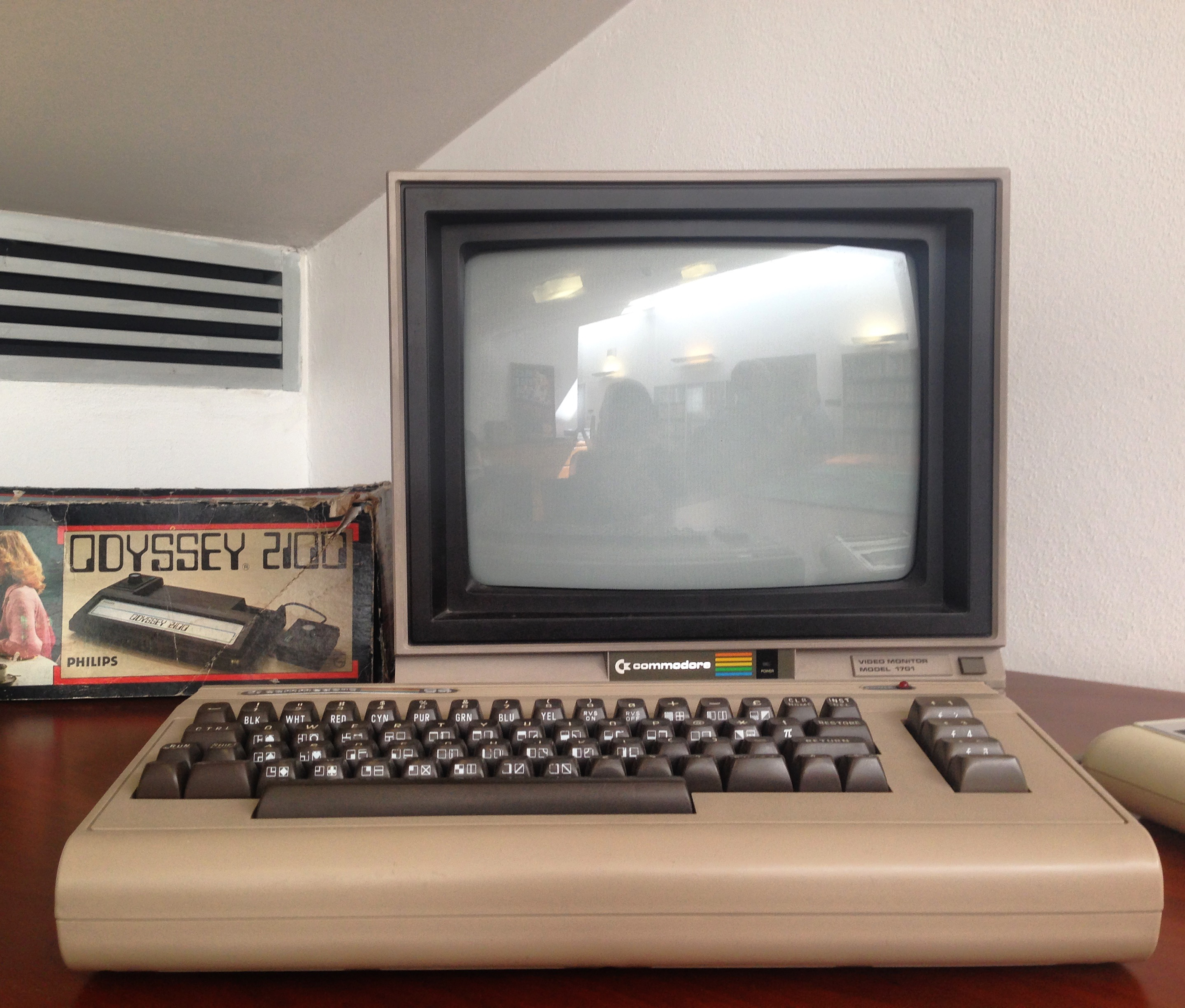
Durch einen Commodore 64 steigerte sich Edwards Snowdens Kindheitsinteresse an Computertechnik

### Erster Teil
Snowden erzählt, wie er in einer patriotischen Militärfamilie in Elizabeth City, North Carolina, aufgewachsen und kurz vor seinem neunten Geburtstag nach Crofton (Maryland), gezogen ist. In Crofton arbeitete sein Vater als Chief Warrant Officer in der Abteilung für Luftfahrttechnik am Hauptsitz der US Coast Guard und seine Mutter bei der National Security Agency (NSA). Er wurde von seinem Vater durch einen Commodore-64-Heimcomputer an Informatik herangeführt. Ab seinem zwölften Lebensjahr war er eigener Aussage nach vom Internet besessen, benutzte einen DFÜ-Internetzugang und versuchte so viel wie er konnte online zu verbringen. Schließlich lernte er Programmierung und begann mehr über Hacken zu erfahren, wobei er sich nicht mehr auf die Schule konzentrierte, was sich nachteilig auf seine Schulnoten auswirkte. Während der Schulzeit entdeckte er eines Tages eine Sicherheitslücke auf der Webseite der Los Alamos National Laboratory, durch die das interne Netzwerk der Kernforschungseinrichtung betreten werden konnte. Er rief das Labor an, um sie darüber zu informieren, und erhielt später einen Anruf von einem Mann, der sich bedankte und einen Job anbot, wenn er 18 werde. Gegen Ende seines ersten Studienjahres an der Arundel High School ließen sich Snowdens Eltern scheiden und verkauften ihr Haus in Crofton. Er zog in die Wohnung seiner Mutter in der Nähe von Ellicott City.
Zu Beginn der Oberstufe wurde Snowden aufgrund seiner Müdigkeit mit infektiöser Mononukleose diagnostiziert. Er verpasste vier Monate Unterricht und erhielt die Anweisung, sein zweites Jahr zu wiederholen. Stattdessen entschloss er die Highschool zu verlassen und schrieb sich an zwei Tagen in der Woche am Anne Arundel Community College (AACC) ein. Später bestand er auch den General Educational Development Test an einer High School in der Nähe von Baltimore; ein Versprechen, das er sich selbst gegeben hatte, da er die Schule abgebrochen hatte. Snowden begann freiberuflich als Webdesigner für eine Frau aus seiner Japanischklasse bei AACC und wollte seine Karriere weiter vorantreiben und absolvierte einen Microsoft-Zertifizierungskurs.
Nach den Terroranschlägen am 11. September 2001 schloss sich Snowden der United States Army an, um zu zeigen, dass er (seiner damaligen Einstellung nach) „nicht nur ein Hirn im Glas“ war. Snowden sagt dazu, sein größtes Bedauern sei seine, diese eigene „reflexive, bedingungslose Unterstützung“ für den War on Terror und die daraus resultierende „Verkündung von Geheimpolitiken, Geheimgesetzen, Geheimgerichten und Geheimkriegen“.
Als Anwärter der United States Army Special Forces Command (Airborne) erlitt er jedoch einen Ermüdungsbruch in Fort Benning in Georgia.
Snowden wollte immer noch seinem Land dienen und glaubte, dass er sein technologisches Talent viel zu sehr für selbstverständlich hielt und begann daher wieder, am Anne Arundel Community College Unterricht zu nehmen. Er wusste, dass er eine Top-Secret-Sicherheitsfreigabe benötigen würde, um für einen Geheimdienst zu arbeiten, und suchte nach Jobs, die seine Zulassung unterstützen würden. Er wurde Angestellter am Center for Advanced Study of Language der University of Maryland, einem von der NSA geförderten Forschungszentrum.
Er bestand schließlich den Lügendetektortest in der Sicherheitsüberprüfung im Friendship Annex (Einrichtung) der NSA und erreichte eine von mehreren hohen Top-Secret-Freigaben (TS/SCI), als er zweiundzwanzig Jahre alt war.
Etwa zur gleichen Zeit traf er seine damalige Freundin Lindsay Mills über die Profilbewertungsseite Hot or Not.

### Zweiter Teil
Nach der Teilnahme an einer Jobmesse im Jahr 2006 im Ritz-Carlton in Tysons Corner, Virginia, nahm Snowden ein Angebot für eine Stelle bei der CIA an und wurde der globalen Kommunikationsabteilung am CIA-Hauptsitz in Langley (Virginia), zugewiesen. Im März 2007 stationierte die CIA Snowden mit diplomatischer Deckung in Genf, wo er für die Aufrechterhaltung der Netzwerksicherheit verantwortlich war. Im Februar 2009 trat Snowden von der CIA zurück.
Kurz danach nahm Snowden eine Stelle als Auftragnehmer für die NSA in Japan an, war jedoch offiziell Angestellter von Perot Systems (das kurz nach seiner Ankunft von Dell übernommen wurde). Er arbeitete im Pacific Technical Center (PTC) der NSA auf der Yokota Air Base. Seine Aufgabe dort bestand darin, „dazu beizutragen, die Systemarchitektur der NSA mit dem der CIA zu verbinden“. Einmal veranstaltete der PTC eine Konferenz mit Briefings, die von Experten der US Intelligence Community (US IC) gehalten wurden. Die Konferenz befasste sich mit der Ausrichtung der chinesischen Geheimdienste auf die USA und der Frage, wie das IC reagieren könnte.
Als der einzige technische Berater nicht anwesend sein konnte, wurde Snowden ausgewählt, um sie bei der Bewertung der Überwachungsfähigkeiten Chinas zu ersetzen. Er blieb die ganze Nacht wach und bereitete seine Präsentation vor. Dabei durchsuchte er streng geheime Berichte des NSA-Netzwerks und des CIA-Netzwerks. Er war verblüfft darüber, inwieweit China in der Lage war, die Milliarden täglicher Telefon- und Internetkommunikationen seiner über eine Milliarde Einwohner ständig zu sammeln, zu speichern und zu analysieren. Snowden begann jedoch zu glauben, dass es für die USA unmöglich war, so viele Informationen über das, was die Chinesen taten, zu haben, ohne selbst die gleichen Dinge zu tun. Snowden gibt jedoch zu, dass er zu der Zeit sein Unbehagen „unterdrückt“ und die defensive und gezielte Überwachung voll unterstützt hat. Er wurde aber misstrauisch, als er ungefähr zur gleichen Zeit den öffentlichen Bericht über das President's Surveillance Program (PSP) las. Sein Verdacht veranlasste ihn, nach dem geheimen Bericht zu suchen, konnte ihn jedoch nicht finden. Erst später, nachdem er aufgehört hatte danach zu suchen, stieß er per Zufall auf jenen Bericht über den geheimen Stellarwind-Bestandteil des PSP. Nachdem er den Report gelesen hatte, fühlte er sich desillusioniert und betrogen.
Snowden zog 2011 nach Columbia, Maryland, und arbeitete immer noch für Dell. Jetzt war er wieder Mitglied der CIA. Er war in eine Verkaufsposition gewechselt, ein Schritt, den er als einen Weg beschreibt, sich von seinem Unbehagen abzulenken und ein normales Leben zu beginnen. Der Aufstieg des Cloud Computing störte Snowden jedoch. Er begann Lindsay seine Besorgnis auszudrücken. Etwa zur gleichen Zeit begann Snowden unter starkem Schwindel und schließlich unter seinem ersten epileptischen Anfall zu leiden. Nach einer Reihe von Anfällen nahm Snowden eine befristete Beurlaubung von Dell in Anspruch. Das letzte Kapitel von Teil 2, „Auf der Couch“, beschreibt seine Zeit, in der er sich auf der blauen Couch seiner Mutter erholt hat, sowie seine Gedanken zu autoritären Zuständen und Privatsphäre im Kontext des Arabischen Frühlings im Jahr 2010/2011.

### Dritter Teil

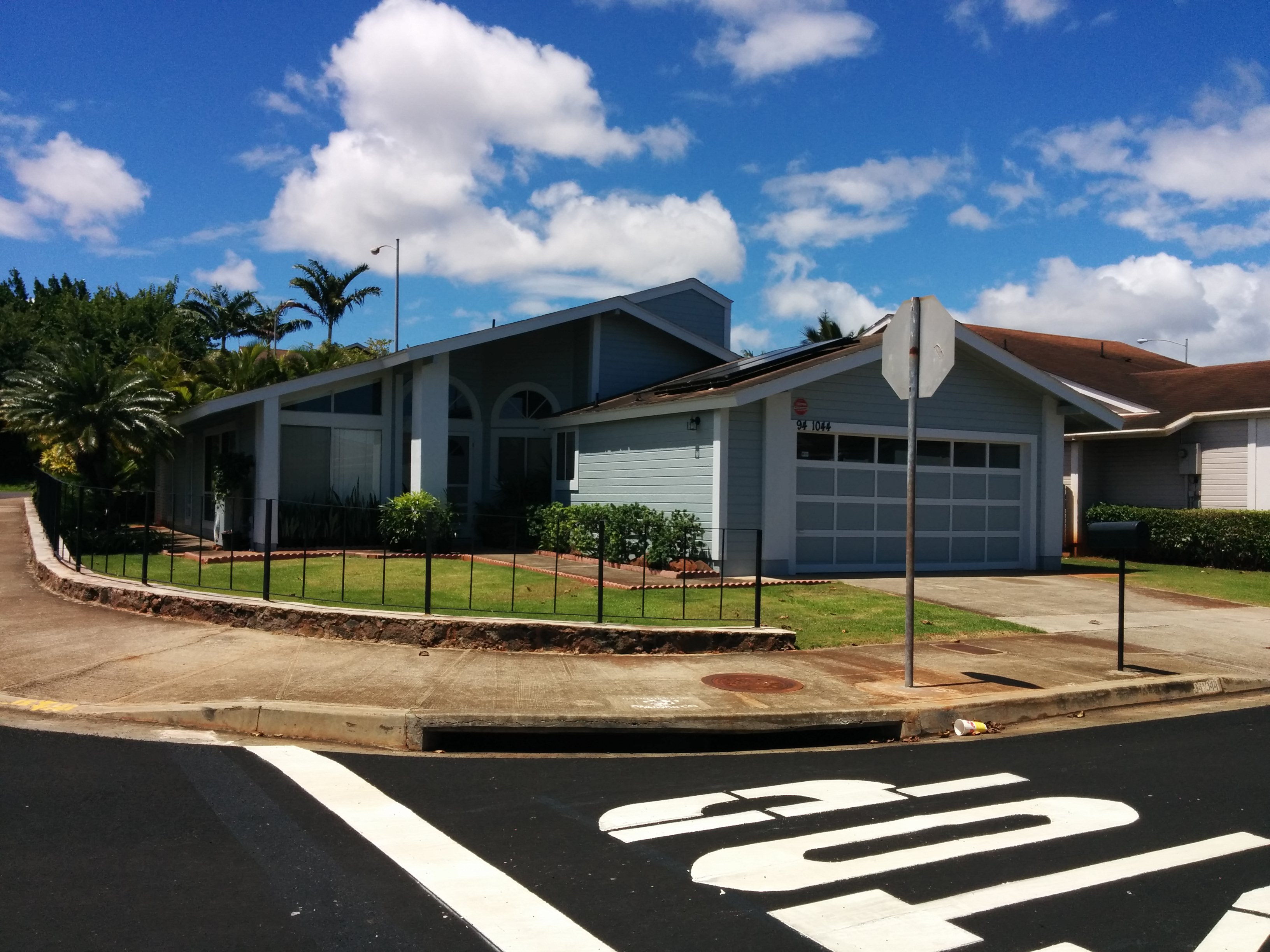
Von Edward Snowden gemietetes Haus in Waipahu, Hawaii

Im März 2012 begann er seine Arbeit im Kunia Regional SIGINT Operations Center (The Tunnel), einer ehemaligen Flugzeugfabrik der NSA, die sich unter einem Ananasfeld in Kunia auf der Insel Oahu, Hawaii befindet. Er arbeitete an einem Dell-Vertrag für die NSA. Snowden zog nach Hawaii, um den entspannten Lebensstil und die weniger stressigen Pflichten seiner neuen Position zu pflegen, um die Auslöser seiner Anfälle zu lindern. Er war der einzige Mitarbeiter des Office of Information Sharing, wo er als SharePoint-Systemadministrator arbeitete. Zu dieser Zeit begann er aktiv nach den Überwachungsfähigkeiten und Missbräuchen der NSA zu suchen. Als Teil seiner Arbeit entwickelte Snowden ein System namens Heartbeat, das aus den geheimen Dokumenten, die auf den „Readboards“ der US Intelligence Community veröffentlicht wurden, eine automatische Warteschlange erstellte. Heartbeat scannt ständig nach neuen und eindeutigen Dokumenten und erstellt eine Art aggregierten Newsfeed, der für jeden Mitarbeiter auf der Grundlage seiner Interessen und seiner Sicherheitsüberprüfung personalisiert wird. Heartbeat war äußerst umfassend und griff über das Netzwerk der NSA hinaus auf die Netzwerke der CIA und des FBI sowie auf das streng geheime Joint Worldwide Intelligence Communications System des Verteidigungsministeriums zu. Auf den Servern von Heartbeat wurde eine Kopie jedes gescannten Dokuments gespeichert, sodass Snowden „die Art von intensiven Recherchen durchführen konnte, von denen die Leiter der meisten Agenturen nur träumen konnten“. Nach Angaben von Snowden gingen fast alle Dokumente, die er später an Journalisten weitergab, über Heartbeat ein.
In „Whistleblowing“ diskutiert Snowden die Verfassung der Vereinigten Staaten und argumentiert, dass die Intelligence Community sie „gehackt“ habe, indem sie ungestraft gegen die Exekutive, die Legislative und die Judikative vorgegangen sei. Er diskutiert auch die Geschichte des Whistleblowing und argumentiert, dass die Begriffe „Leak“ und „Whistleblowing“ nicht austauschbar verwendet werden sollten, da er glaubt, dass „Leaks“ aus Eigeninteresse und nicht aus öffentlichem Interesse geschehen.
Als Snowden beschloss, an die Öffentlichkeit zu gehen, wurde ihm klar, dass er Unterlagen haben musste, sonst riskierte er, angezweifelt zu werden. Er entschied sich, diese nicht selbst zu veröffentlichen, um zu vermeiden, dass er sich unter den Verrückten der Leute verirrt, die jeden Tag Geheimnisse im Internet veröffentlichen. Er mied WikiLeaks, weil er der Meinung war, dass die neue Strategie, Leckagen zu veröffentlichen, bei deren Erhalt sie eintraten, nicht anders sein würde als die, die er selbst veröffentlichte. Er war der Ansicht, dass ein Dokumenten-Dump (bloße Veröffentlichung von Rohdaten) nicht angemessen sei, da diese zu „kompliziert und technisch“ seien. Er dachte über die New York Times nach, war jedoch abgeschreckt davon, wie Bill Keller die Berichterstattung über das von George W. Bush erlassene Terrorist Surveillance Program absichtlich bis nach dessen Wiederwahl im Jahr 2004 verzögerte. Er wählte eine Reihe von Journalisten für die Kontaktaufnahme aus, vor allem die Messaging-Dokumentarfilmerin Laura Poitras und den Journalisten Glenn Greenwald. Er kommunizierte mit ihnen per E-Mail unter den Decknamen „Cincinnatus“, „Citizenfour“ und „Verax“. Um anonym zu bleiben, betrieb er Wardriving; während er in seinem mit Antenne und magnetischem GPS-Sensor ausgestattetem Auto auf Oahu herumfuhr, wählte bzw. hackte er sich in unverschlüsselte und verschlüsselte lokale Wlan-Netzwerke ein, um von dort zu kommunizieren. Er verwendete dabei neben der Kismet-Kartierungssoftware, das Tor-Netzwerk, das auf einem Tails-Betriebssystem lief und es ihm ermöglichte, die MAC-Adresse seines Laptops zu verschleiern. Unter dem Deckmantel von Kompatibilitätstests übertrug Snowden Dokumente vom Heartbeat-Server von seinem Büro auf veraltete Dell-Desktop-PCs und dann auf SD-Karten, nachdem sie dedupliziert, komprimiert und verschlüsselt wurden. Er trug die SD-Karten sicher heraus und versteckte sie abwechselnd in einem Zauberwürfel, in seiner Socke, in seiner Wange und in seiner Tasche. Zu Hause übertrug er sie auf eine einzelne externe Festplatte, die er mehrfach verschlüsselte.
Um sich vor einer Veröffentlichung der Daten, der moralischen Rechtmäßigkeit dieses Vorhabens zu vergewissern, wollte Snowden das gesamte Ausmaß der Überwachung in seiner Praxis miterleben d. h. eine praxisnahe Bestätigung des totalitären Überwachungsanspruchs der Geheimnisdienste bekommen. Dazu wechselte Snowden am 15. März 2013 innerhalb der NSA seine Stelle, indem er seine Anstellung beim NSA-Dienstleister Dell kündigte und Mitarbeiter beim NSA-Dienstleister Booz Allen Hamilton wurde. Er tauschte damit die Stelle als Systemadministrator gegen eine operative Stelle als „Infrastrukturanalyst“ beim National Threat Operations Center (NTOC) in Honolulu ein. Das NTOC ist zuständig für die Spionageabwehr der NSA und nutzt dafür u. a. selbst die Spionagesoftware XKEYSCORE. Kollegen von Snowden verwenden XKEYSCORE, um aktuellen und ehemaligen Beziehungspartner auszuspionieren, was als LOVEINT bezeichnet wird.
Ein Schlüsselmoment für ihn war, als Snowden einmal einem ihm unbekannten Mann beim Spielen mit seinem kleinen Sohn durch dessen vom NSA gehackten Webcam zusehen konnte. Zwischen März und Mai 2013 bereitete sich Snowden darauf vor, das Land zu verlassen, seine Bankkonten zu leeren und seine alten Computer zu löschen und zu verschlüsseln. Er recherchierte nach seinem sichersten und sinnvollsten Reiseziel und kam auf Hongkong. Am Tag nachdem Lindsay auf einen Camping-Ausflug gegangen war, ließ sich Snowden unter dem Vorwand der Arbeitsunfähigkeit (Epilepsie) von der Arbeit beurlauben. Er nahm vier Laptops mit: einen für die sichere Kommunikation, einen für die normale Kommunikation, einen Lockvogel und einen Air Gap, d. h. ein Rechner, der nie mit dem Internet verbunden wird. Er flog am 20. Mai 2013 nach Tokio und dann nach Hongkong und bezahlte beide Male in bar.
Er wohnte im The Mira Hong Kong Hotel, wo Glenn und Laura ihn am 2. Juni 2013 trafen. Vom 3. bis 9. Juni ließ sich Snowden von Glenn und Ewen MacAskill (Reporter des The Guardian) interviewen. Laura filmte währenddessen, was später in ihrer mit dem Oscar ausgezeichneten Dokumentation Citizenfour (2014) zu sehen ist. Am 5. Juni veröffentlichte der Guardian Glenns erste Geschichte über den Haftbefehl des US Foreign Intelligence Surveillance Court, der Verizon aufforderte, der NSA einen täglichen Feed mit „Telefonie-Metadaten“ zur Verfügung zu stellen. Am 6. Juni veröffentlichte The Guardian Glenns PRISM-Enthüllung, und The Washington Post veröffentlichte am 7. Juni die PRISM-Geschichte von Laura und Barton Gellman. Die Identität von Snowden wurde am 9. Juni durch ein auf der Website von The Guardian veröffentlichtes Videointerview von Laura enthüllt. Die US-Regierung erhob am 14. Juni Anklage gegen Snowden im Rahmen des Espionage Act und forderte am 21. Juni, dem 30. Geburtstag von Snowden, offiziell seine Auslieferung an.
In Begleitung von Sarah Harrison von WikiLeaks versuchte Snowden, nach Ecuador zu reisen, um dort politisches Asyl zu suchen. Sie planten über Moskau nach Havanna, von dort nach Caracas, um dann nach Quito, Ecuador, zu fliegen, da sie nicht direkt von Hongkong aus fliegen konnten und alle anderen Anschlussflüge durch den Luftraum der Vereinigten Staaten reisten. Sie kamen am 23. Juni am Flughafen Moskau-Scheremetjewo an, wurden aber von einem Mann des russischen Geheimdienstes (FSB) abgefangen und befragt. Der Mann bat Snowden, für sie zu arbeiten, doch Snowden lehnte das Angebot ab und sagte, er habe nicht die Absicht, in Russland zu bleiben. Der Mann informierte Snowden, dass das US-Außenministerium seinen Pass annulliert hatte. Er fuhr fort, Snowden zu bitten, Informationen mit ihnen zu teilen, aber er lehnte ab. Snowden war vierzig Tage in Sheremetyevo inhaftiert. Während dieser Zeit beantragte er in siebenundzwanzig Ländern politisches Asyl, aber keines bot es an. Am 1. August gewährte die russische Regierung Snowden vorübergehend Asyl.
Das vorletzte 28. Kapitel des Buches besteht aus Einträgen aus Lindsay Mills Tagebuch aus dem Jahr 2013. Snowden erklärte, dass niemand außer ihr die Erfahrung oder das Recht hatte, diese Zeit ihres Lebens zu erzählen: „Die FBI-Verhöre, die Überwachung, die Aufmerksamkeit der Presse, die Online-Belästigung, die Verwirrung und der Schmerz, die Wut und die Traurigkeit.“
Im letzten Kapitel, „Liebe und Exil“, äußert Snowden seine Gedanken zu den Auswirkungen seiner Enthüllungen, einschließlich des Gerichtsverfahrens ACLU v. Clapper und der EU-Datenschutzverordnung, sowie zu seinen Hoffnungen auf die Zukunft von Technologie und Datenschutz. Er diskutiert auch, wie er sich mit Lindsay an das Leben in Moskau gewöhnen kann. Zum Schluss verrät Snowden, dass er und Lindsay 2017 geheiratet haben.

## Zivilklage
Am 17. September 2019 reichten die Vereinigten Staaten beim Bezirksgericht des Eastern District of Virginia eine Klage gegen Snowden wegen angeblicher Verstöße gegen Geheimhaltungsvereinbarungen mit der CIA und der NSA ein. In der Beschwerde wird behauptet, Snowden habe gegen die Vorveröffentlichungsverpflichtungen im Zusammenhang mit der Veröffentlichung seines Lebenslaufs verstoßen. In der Beschwerde werden die Verlage Macmillan und Holtzbrink für ihre Mitarbeit beschuldigt. Snowden selbst bezog sich in einer Folge von The Daily Show darauf und verwies darauf, dass dies in hohem Maße für den Umsatzanstieg des Buches durch den Streisand-Effekt verantwortlich sei.

## Veröffentlichung
Das Buch wurde am 17. September 2019 von Metropolitan Books, einem Imprint von Henry Holt and Company, veröffentlicht.
Es wurde absichtlich an jenem Tag veröffentlicht, um auf den im Buch aufgegriffenen Constitution Day (Tag der amerikanischen Verfassung) aufmerksam zu machen.
Am 6. Oktober 2019 debütierte das Buch auf Platz zwei der New York Times Best Seller für gebundene Bücher und auf Platz zwei der Bestsellerliste für kombinierte Druck- und E-Book-Sachbücher.
Snowden dankte dem Schriftsteller Joshua Cohen, dass er ihm dabei geholfen habe seine weitläufigen Erinnerungen in ein Buch umzuwandeln. Nach der Veröffentlichung des Buches reichten die Geheimdienste der Vereinigten Staaten Zivilklage gegen Snowden wegen seines Verstoßes gegen Geheimhaltungsvereinbarungen ein.

## Kritiken
Kirkus Reviews schrieb: „Snowdens Buch wird wahrscheinlich die Meinung seiner Kritiker nicht ändern, aber er macht ein starkes Argument für seine Bemühungen.“
Publishers Weekly kritisierte das Buch, weil es kein starkes Argument dafür gibt, dass die Überwachung durch die NSA „unweigerlich zu unterdrückerischer Kontrolle führt“.
Greg Miller von The Washington Post  lobte Snowdens „klare und überzeugende Sprache“ in Bezug auf die Architektur der Überwachungsnetze, die er enthüllte.
The Economist nannte das Buch „gut geschrieben, häufig lustig“, kam jedoch zu dem Schluss: „Unabhängig von seiner Beziehung zu den russischen Behörden und wann immer es begann, muss alles, was er in Permanent Record – über sich selbst und über Amerika – sagt, durch das Prisma seiner Abhängigkeit vom Kreml gesehen werden.“
National Public Radio: „Im Jahr 2015 verabschiedete der Kongress das US-amerikanische Gesetz über die Freiheit, das das Sammeln von Telefonaufzeichnungen amerikanischer Staatsbürger in großen Mengen untersagt. Jetzt muss die Regierung einen Gerichtsbeschluss einholen, um einzelne Telefonaufzeichnungen einzusehen.“
The New Yorker: „Aber Snowden kam zu dem Schluss, dass die Kräfte, die das Internet seiner Kindheit ruinierten, weniger die Kräfte des Libertarismus waren, die die Unternehmen unkontrolliert ließen und endlose Formen von Besitzergreifung, Tracking, Data Mining und Manipulation hervorriefen, als die Kräfte der Regierung, die unter der expansiven Autorität des Patriot Act von 2001 das Internet zu einem Ort gemacht hat, an dem es unmöglich ist, unbekannt und autonom zu sein.“